# المرازم (الرضمة)

تعديل مصدري - تعديل

المرازم محلة تابعة لقرية حصن كحلان، التابعة لعزلة كحلان بمديرية الرضمة إحدى مديريات محافظة إب في الجمهورية اليمنية.، بلغ تعداد سكانها 191 حسب تعداد اليمن لعام 2004.